# Coppa Italia 1990-1991 (fase finale)
Questa voce raccoglie un approfondimento sulle gare della fase finale dell'edizione 1990-1991 della Coppa Italia di calcio.

## Ottavi di finale

### Risultati

#### Andata
| Arbitro: | Amendolia (Messina) |

|                            |           |                  |
| Silenzi 40’ Incocciati 69’ | Marcatori | 74’ (rig.) Kubík |

| Arbitro: | Fabricatore (Roma) |

|                     |           |  |
| Presicci 43’ (aut.) | Marcatori |  |

| Arbitro: | Fucci (Salerno) |

|             |           |            |
| Mancini 71’ | Marcatori | 2’ Dezotti |

| Arbitro: | Longhi (Roma) |

|                          |           |            |
| Matthäus 82’ Bergomi 88’ | Marcatori | 3’ Vázquez |

| Arbitro: | Cardona (Reggio Calabria) |

|                                          |           |                    |
| Alessio 15’ Baggio 34’ (rig.) Häßler 80’ | Marcatori | 9’ Neri 63’ Larsen |

| Arbitro: | Ceccarini (Livorno) |

|                            |           |  |
| Gerolin 41’ Rizzitelli 66’ | Marcatori |  |

| Arbitro: | Scaramuzza (Mestre) |

|             |           |  |
| Maniero 18’ | Marcatori |  |

| Arbitro: | Pezzella (Frattamaggiore) |

|                                             |           |  |
| Ferri 52’ (aut.) Salvatori 83’ Agostini 90’ | Marcatori |  |

#### Ritorno
| Firenze 21 novembre 1990, ore 15:00 CET | Fiorentina          | 0 – 0 referto | Napoli | Stadio Comunale (14.009 spett.)\| Arbitro: \| Lo Bello (Siracusa) \| |
| Arbitro:                                | Lo Bello (Siracusa) |               |        |                                                                      |

| Arbitro: | Coppetelli (Tivoli) |

|            |           |                            |
| Zanone 89’ | Marcatori | 44’ Poli 73’ Notaristefano |

| Arbitro: | Luci (Firenze) |

|                              |           |                                              |
| Pari 32’ (aut.) Garzilli 78’ | Marcatori | 48’ (rig.), 80’ (rig.) Vialli 86’ Invernizzi |

| Arbitro: | Lo Bello (Siracusa) |

|             |           |  |
| Lentini 15’ | Marcatori |  |

| Arbitro: | Cornieti (Forlì) |

|                |           |                                       |
| Piovanelli 89’ | Marcatori | 7’ (aut.) Argentesi 14’ (rig.) Baggio |

| Arbitro: | Baldas (Trieste) |

|             |           |            |
| Pacione 81’ | Marcatori | 75’ Völler |

| Arbitro: | Amendolia (Messina) |

|                                 |           |  |
| João Paulo 48’, 51’ Laureri 82’ | Marcatori |  |

| Arbitro: | Felicani (Bologna) |

|                          |           |                       |
| D'Onofrio 21’ Monaco 81’ | Marcatori | 9’ Massaro 63’ Borneo |

### Tabella riassuntiva
| Squadra 1 | Totale | Squadra 2  | Andata | Ritorno |
| --------- | ------ | ---------- | ------ | ------- |
| Napoli    | 2 - 1  | Fiorentina | 2 - 1  | 0 - 0   |
| Bologna   | 3 - 1  | Modena     | 1 - 0  | 2 - 1   |
| Sampdoria | 4 - 3  | Cremonese  | 1 - 1  | 3 - 2   |
| Inter     | 2 - 2  | Torino     | 2 - 1  | 0 - 1   |
| Juventus  | 5 - 3  | Pisa       | 3 - 2  | 2 - 1   |
| Roma      | 3 - 1  | Genoa      | 2 - 0  | 1 - 1   |
| Atalanta  | 1 - 3  | Bari       | 1 - 0  | 0 - 3   |
| Milan     | 5 - 2  | Lecce      | 3 - 0  | 2 - 2   |

## Quarti di finale

### Risultati

#### Andata
| Arbitro: | Amendolia (Messina) |

|  |           |             |
|  | Marcatori | 70’ Galvani |

| Arbitro: | Coppetelli (Tivoli) |

|            |           |  |
| Lentini 1’ | Marcatori |  |

| Arbitro: | Beschin (Legnago) |

|                    |           |               |
| Bonetti 45’ (aut.) | Marcatori | 56’ Casiraghi |

| Arbitro: | Lanese (Messina) |

|  |           |            |
|  | Marcatori | 77’ Simone |

#### Ritorno
| Arbitro: | Beschin (Legnago) |

|             |           |                                      |
| Mariani 53’ | Marcatori | 71’ Mauro 88’ Ferrara 90’ Incocciati |

| Arbitro: | Lo Bello (Siracusa) |

|                                                         |                      |                                                 |
| Bonetti 40’                                             | Marcatori            |                                                 |
| Vialli Vierchowod Cerezo Mychajlyčenko Mancini Lombardo | Tiri di rigore 4 – 2 | Cravero Policano Mussi Baggio Bresciani Lentini |

| Arbitro: | Pezzella (Frattamaggiore) |

|  |           |                            |
|  | Marcatori | 35’ Berhold 44’ Rizzitelli |

| Milano 20 febbraio 1991, ore 20:30 CET | Milan          | 0 – 0 referto | Bari | Stadio Giuseppe Meazza (3.749 spett.)\| Arbitro: \| Luci (Firenze) \| |
| Arbitro:                               | Luci (Firenze) |               |      |                                                                       |

### Tabella riassuntiva
| Squadra 1 | Totale | Squadra 2 | Andata | Ritorno         |
| --------- | ------ | --------- | ------ | --------------- |
| Napoli    | 3 - 2  | Bologna   | 0 - 1  | 3 - 1           |
| Torino    | 1 - 1  | Sampdoria | 1 - 0  | 0 - 1 (2-4 dcr) |
| Roma      | 3 - 1  | Juventus  | 1 - 1  | 2 - 0           |
| Bari      | 0 - 1  | Milan     | 0 - 1  | 0 - 0           |

## Semifinali

### Risultati
| Arbitro: | Sguizzato (Verona) |

|              |           |  |
| Maradona 22’ | Marcatori |  |

| Milano 13 marzo 1991, ore 20:30 CET Andata | Milan            | 0 – 0 referto | Roma | Stadio Giuseppe Meazza (8.889 spett.)\| Arbitro: \| Baldas (Trieste) \| |
| Arbitro:                                   | Baldas (Trieste) |               |      |                                                                         |

| Arbitro: | Magni (Bergamo) |

|                                  |           |  |
| Vialli 27’ (rig.) Invernizzi 88’ | Marcatori |  |

| Arbitro: | D'Elia (Salerno) |

|                       |           |  |
| Van Basten 24’ (aut.) | Marcatori |  |

### Tabella riassuntiva
| Squadra 1 | Totale | Squadra 2 | Andata | Ritorno |
| --------- | ------ | --------- | ------ | ------- |
| Napoli    | 1 - 2  | Sampdoria | 1 - 0  | 0 - 2   |
| Milan     | 0 - 1  | Roma      | 0 - 0  | 0 - 1   |

## Finale

### Risultati
| Arbitro: | Pairetto (Torino) |

| |            | |
| L.Pellegrini 12’ (aut.) Berthold 35’ Völler 40’ (rig.) | Marcatori  | 29’ Katanec |
| Giovanni Cervone Stefano Pellegrini Amedeo Carboni Thomas Berthold Aldair Sebastiano Nela Stefano Desideri Fabrizio Di Mauro Rudi Völler Giuseppe Giannini (83' Manuel Gerolin) Ruggero Rizzitelli (76' Roberto Muzzi) | Formazioni | Gianluca Pagliuca Moreno Mannini Srečko Katanec (84' Ivano Bonetti) Fausto Pari Pietro Vierchowod Luca Pellegrini Attilio Lombardo (84' Giovanni Invernizzi) Toninho Cerezo Gianluca Vialli Roberto Mancini Giuseppe Dossena |
| Ottavio Bianchi | Allenatori | Narciso Pezzotti (Direttore tecnico) Vujadin Boškov |

| Arbitro: | Pezzella (Frattamaggiore) |

| |            | |
| Aldair 79’ (aut.) | Marcatori  | 56’ (rig.) Völler |
| Gianluca Pagliuca Moreno Mannini Srečko Katanec Fausto Pari Pietro Vierchowod Marco Lanna (62' Marco Branca) Attilio Lombardo Toninho Cerezo Gianluca Vialli Roberto Mancini Giovanni Invernizzi (56' Oleksij Mychajlyčenko) | Formazioni | Giovanni Cervone Stefano Pellegrini Amedeo Carboni Manuel Gerolin Aldair Sebastiano Nela Stefano Desideri Fabrizio Di Mauro Rudi Völler (84' Fausto Salsano) Giuseppe Giannini (67' Antonio Tempestilli) Ruggero Rizzitelli |
| Narciso Pezzotti (Direttore tecnico) Vujadin Boškov | Allenatori | Ottavio Bianchi |

### Tabella riassuntiva
| Squadra 1 | Totale | Squadra 2 | Andata | Ritorno |
| --------- | ------ | --------- | ------ | ------- |
| Roma      | 4 - 2  | Sampdoria | 3 - 1  | 1 - 1   |